# Reus Toen

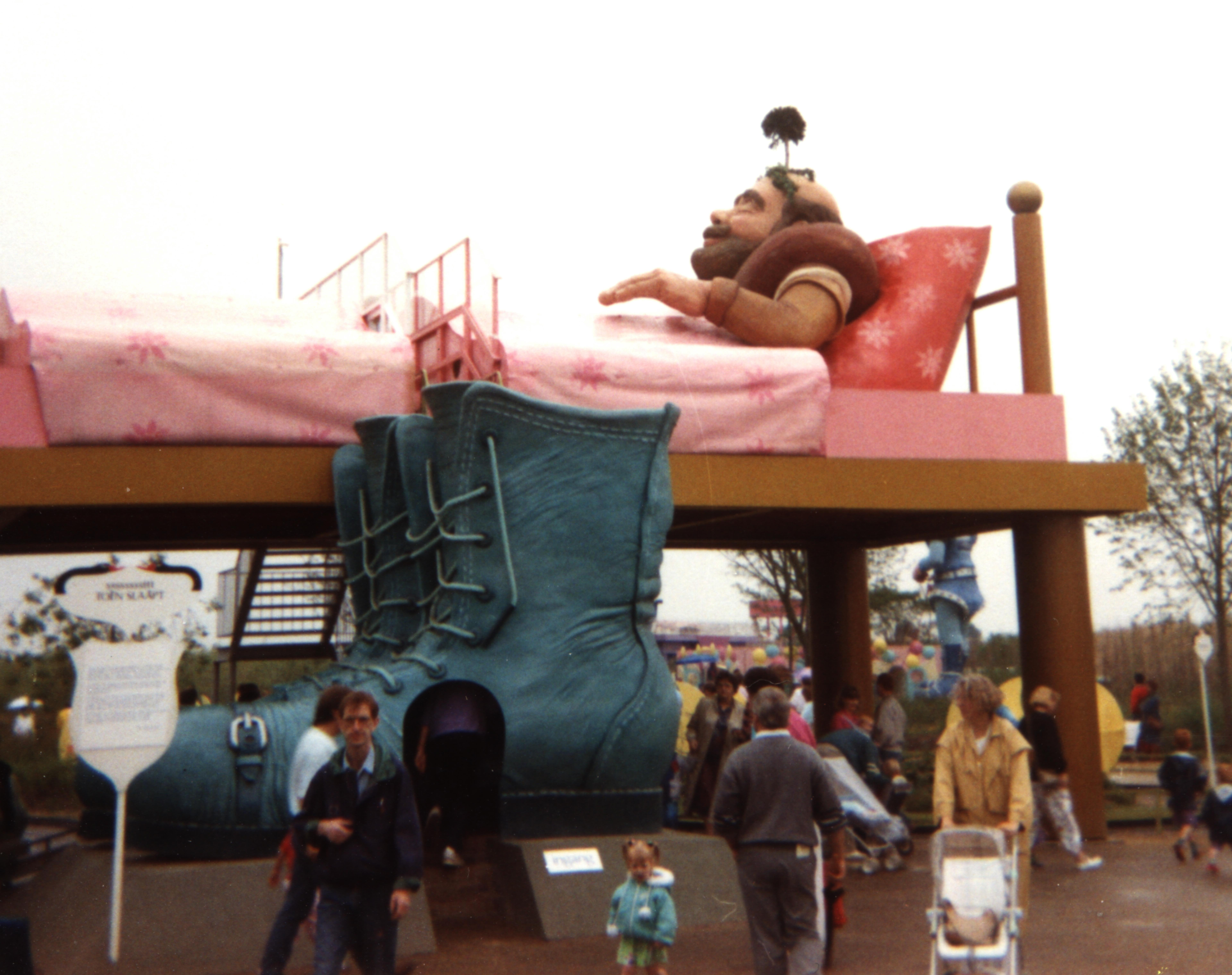
Reus Toen

Reus Toen was een personage en een walkthrough-attractie in het inmiddels failliete attractiepark Het Land van Ooit.

## Verhaal
Reus Toen is de zoon van twee reuzen. Hij is altijd gekleed in het groen en hij heeft net zoals zijn broers een bruine baard. Op zijn kale hoofd groeit een boom, die op zijn hoofd is komen te groeien doordat Reus Toen – net zoals zijn broers – veel over de natuur na dacht. Reus Toen woonde eerst niet in het Land van Ooit, maar hij is met zijn broers hierheen verhuisd omdat hij zich te veel ergerde aan dat alle mensen zo slecht voor de natuur zorgden. Reus Toen zou volgens de verhalen van het themapark de poorten van Het Land van Ooit bewaken. Dit deed hij samen met zijn broers: Reus Dan, Reus Ooit en later ook met Reus Nu. Daarnaast heeft Reus Toen nog een zusje: Kloontje het Reuzenkind, die min of meer tot de mascotte van het park gerekend kon worden.

## Attractie
In het park lag Reus Toen als polyester beeld te slapen in een groot oranje bed. Via zijn laarzen (zijn voeten zijn vier bij vier meter) konden de bezoeker naar boven in het bed kruipen en onder de dekens door lopen. Onder het bed door reed ook de attractie Warme Voetjes, een attractie waarin de bezoekers in de pantoffels van de Reus Toen konden rijden. De attractie stond in het deelgebied Reuzenland en was een van de grootste objecten. Reus Toen was wel een personage dat veelvuldig voorbijkwam in vertellingen in theatershows in Het Land van Ooit, maar Toen werd nooit vertolkt door een acteur, zoals bij vele andere personages uit het themapark wel gebeurde.

## Faillissement
Op 21 november 2007 werd het Land van Ooit definitief failliet verklaard. In maart 2008 vond de executieverkoop plaats van de bezittingen, en dus ook van de attractie van de slapende reus. De attractie werd uiteindelijk voor 5100 euro verkocht, exclusief de 5000 euro aan additionele kosten.